# عزت‌آباد (رودسر)
عزت‌آباد یا عسکرآباد روستایی در دهستان اشکور سفلی بخش رحیم‌آباد شهرستان رودسر استان گیلان ایران است.

## جمعیت
بر پایه سرشماری عمومی نفوس و مسکن در سال ۱۳۹۵ جمعیت این روستا ۷۳ نفر (۲۳خانوار) بوده‌است.